# Christof von Kalle

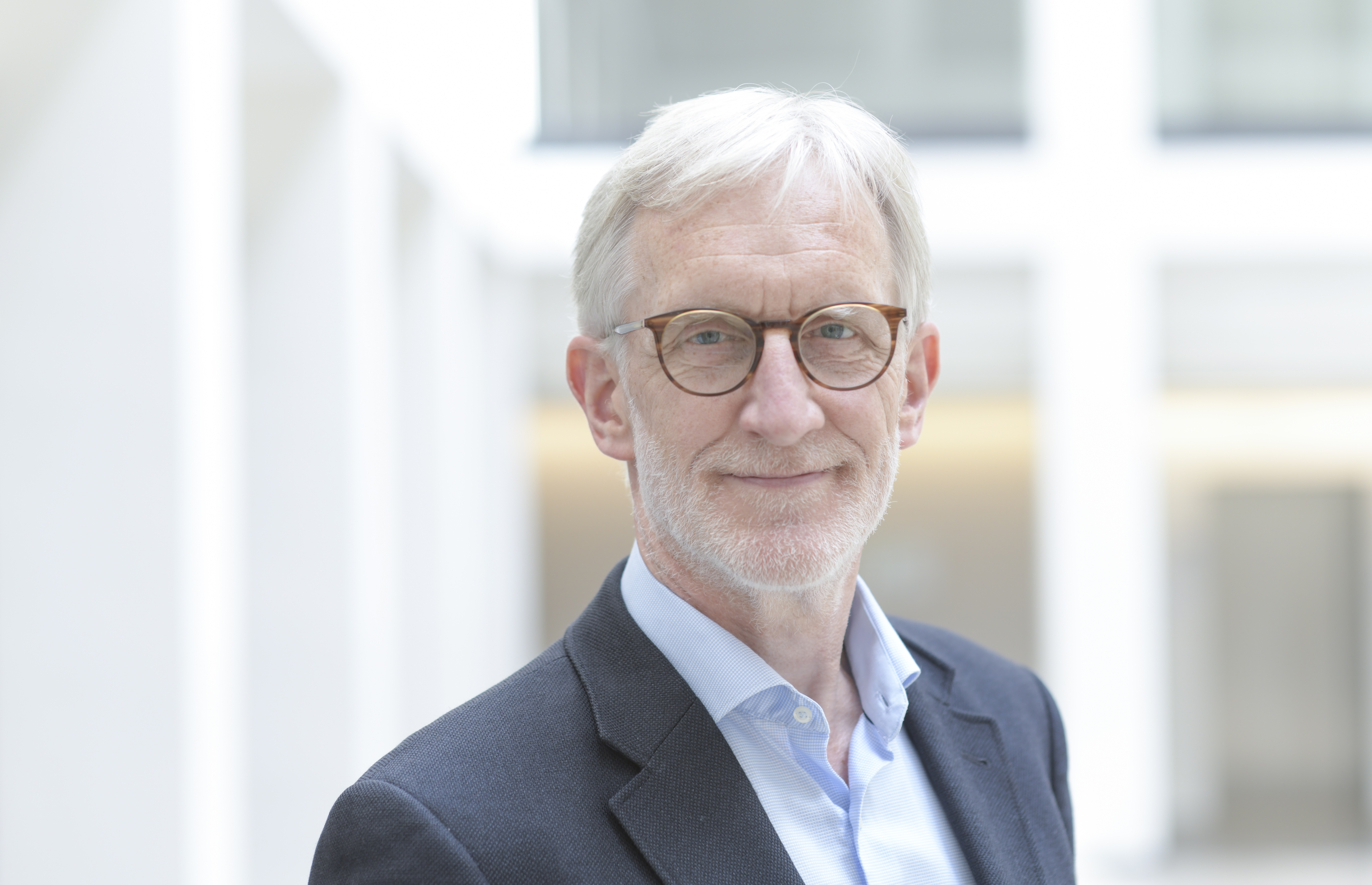
Christof von Kalle (Mai 2020)

Christof von Kalle (* 6. März 1962 in Hellersen) ist ein deutscher Onkologe, Hochschullehrer und Unternehmer. Er ist Chair für Klinisch-Translationale Wissenschaften am Berliner Institut für Gesundheitsforschung an der Charité – Universitätsmedizin Berlin sowie Gründungsdirektor des von beiden Institutionen gemeinsamen eingerichteten Clinical Study Center.

## Werdegang
Von Kalle studierte von 1981 bis 1987 an der Universität zu Köln Medizin. Sein Praktisches Jahr absolvierte er an der Albert Einstein Medical School, dem Memorial Sloan-Kettering Cancer Center und dem Cornell University Medical College. 1988 bis 1989 war er in Köln Doktorand bei Volker Diehl. 1991 wurde er mit seiner Dissertation Querschnittuntersuchung Mikroangiopathie-assoziierter Parameter bei Typ-I-diabetischen Kindern zum Dr. med. promoviert. Von 1990 bis 1992 arbeitete von Kalle am Deutschen Krebsforschungszentrum (DKFZ) in Heidelberg. Am Fred Hutchinson Cancer Research Center (FHCRC) in Seattle war er von 1992 bis 1994 Research Associate. Post-Doktorand war er von 1994 bis 1995 wiederum bei Volker Diehl in Köln. 1996 wechselte von Kalle an die Albert-Ludwigs-Universität Freiburg, wo er als Arzt in der Abteilung I, und danach als Arbeitsgruppenleiter bei Roland Mertelsmann, später bei Christoph Peters arbeitete. 2003 wurde von Kalle in Freiburg habilitiert. 2004 erhielt er eine C3-Professur an der Universität Freiburg und arbeitete auf dem Gebiet der angewandten Stammzellbiologie und Gentherapie. Von 2003 bis 2005 war von Kalle Associate, später Full Professor of Pediatrics und Leiter des Molekularen und Gentherapie-Programms im Department für Experimentelle Hämatologie an der University of Cincinnati bei David Williams. 2005 wurde er an die Universität Heidelberg und das Deutsche Krebsforschungszentrum auf eine Professur für Translationale Onkologie berufen. Ab Juli 2005 war von Kalle gemeinsam mit Dirk Jäger geschäftsführender Direktor des NCT und Sprecher des Direktoriums. Zudem leitete von Kalle als Direktor den Bereich Translationale Onkologie sowie die Abteilung Translationale Onkologie am DKFZ.
Von April 2018 bis Juli 2019 war von Kalle Chief Research Officer am Sidra Institut für Frauen- und Kindergesundheit in Doha, Katar. 2019 wurde er an die Charité nach Berlin berufen, und ist seit Juni 2019 Vorsitzender des BIH Direktoriums für Klinisch-Translationale Wissenschaften und Gründungsdirektor des Clinical Study Center, einer interdisziplinären und campusübergreifenden Plattform des BIH und der Charité – Universitätsmedizin Berlin.
Von Februar 2019 bis Ende Januar 2023 war er zum Mitglied im Sachverständigenrat zur Begutachtung der Entwicklung im Gesundheitswesen des Bundesministeriums für Gesundheit.
Von Kalle ist verheiratet und Vater zweier Söhne.

## Ehrungen
Von Kalle erhielt 2003 den Young Investigator Award der American Society of Gene Therapy, 2005 den Langener Wissenschaftspreis des Paul-Ehrlich-Institutes, 2011 den Eva Luise Köhler-Forschungspreis für Seltene Erkrankungen und 2014 den Pioneer Series Award Human Gene Therapy.